# Chaînon Quarles
Le chaînon Quarles (en anglais : Quarles Range) est un massif montagneux de la chaîne de la Reine-Maud, dans la chaîne Transantarctique, en Antarctique. Son point culminant, le mont Ruth Gade, s'élève à 3 513 mètres d'altitude. Il est bordé au nord par le glacier Cooper et au sud par le glacier Bowman.

## Sommets principaux
- Mont Ruth Gade, 3 513 m
- Mont Wedel-Jarlsberg, 3 505 m
- Mont Herrington, 2 550 m
- Mont Belecz, 2 120 m
- Mont Dean, 1 620 m

## Histoire
Le chaînon Quarles est découvert par Roald Amundsen en 1911 et cartographié en détail par l'expédition Byrd (1928-1930). Il est nommé par l'Advisory Committee on Antarctic Names en l'honneur de Donald A. Quarles (en), secrétaire à la Force aérienne des États-Unis de 1955 à 1957 et secrétaire adjoint à la Défense des États-Unis de 1957 à 1959 durant l'Année géophysique internationale.